# Cerkiew Świętej Trójcy w Leonpolu
Cerkiew pod wezwaniem Świętej Trójcy – prawosławna cerkiew parafialna w Leonpolu, w dekanacie miorskim eparchii połockiej i głębockiej Egzarchatu Białoruskiego Patriarchatu Moskiewskiego.

## Historia
Dawna świątynia greckokatolicka, wzniesiona w latach 1774–1782 z fundacji wojewody brzeskiego Mikołaja Tadeusza Łopacińskiego. W latach 50. XX w. przebudowana.

## Architektura
Budowla drewniana, oszalowana pionowo. Nad wejściem do cerkwi znajduje się wsparty na słupach daszek z frontonem. Część nawowa wzniesiona na planie prostokąta, pokryta wysokim dwuspadowym dachem, na którym znajduje się niewielka kopuła. Prezbiterium w formie pięciobocznej apsydy, z dwiema bocznymi zakrystiami.
Obok cerkwi znajduje się drewniana, wzniesiona na planie czworoboku dwukondygnacyjna dzwonnica z szerokim okapem.

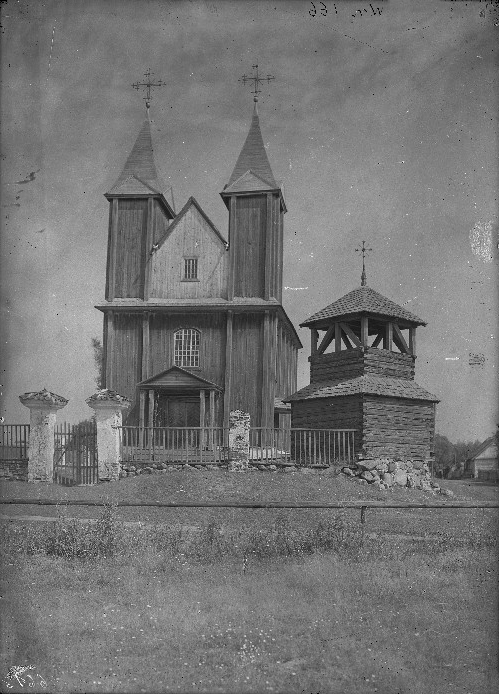
Cerkiew przed przebudową (1930)
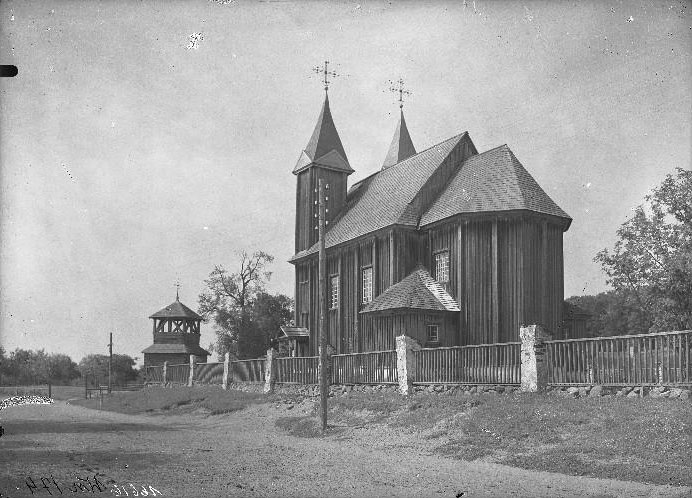
Cerkiew przed przebudową (1. połowa XX w.)
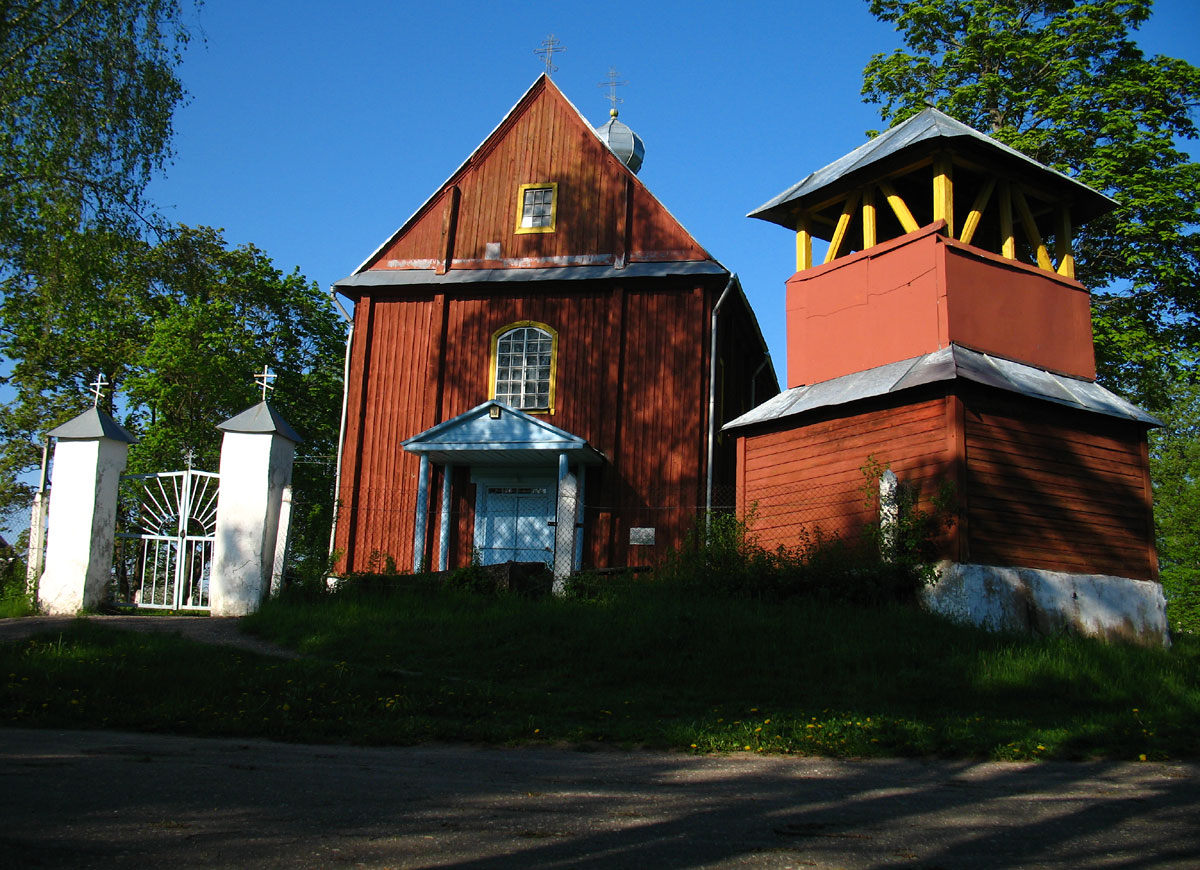
Cerkiew i dzwonnica współcześnie (XXI w.)